# Molen van Lombok
De Molen van Lombok is een watermolen op de rivier de Jeker in de buurt Sint Pieter in het zuiden van de Nederlandse gemeente Maastricht. De molen is een middenslagmolen en ligt op de linkeroever van de rivier en bestond vroeger uit twee molengebouwen. De voorste molen was tot 1850 in gebruik als graanmolen, de achterste was een oliemolen. Alleen van de voorste is de gietijzeren maalstoel met daarop het ijzeren molenrad uit 1937 nog aanwezig. Daarom wordt tegenwoordig alleen dit gebouw aangeduid als de Molen van Lombok. Ertegenover ligt nog een derde watermolen: de Molen van Dollaert.
Het molenrad heeft een middellijn van 4,96 m en een breedte van 0,88 m.
De molengebouwen zijn uit mergelstenen opgetrokken, deels voorzien van zogenaamde speklagen van natuursteen afgewisseld met een band van mergel.

## Geschiedenis
Oorspronkelijk dateert de molen uit omstreeks 1500. In de Franse tijd was het een graanmolen met twee koppels stenen en een houten waterrad en was in eigendom van Willem Gilessen. De molen was vervolgens afwisselend in gebruik als houtzagerij en wolspinnerij. In 1850 werden de beide molens op de linker oever aangekocht door de Maastrichtse wapenhandelaar Petrus Stevens die er zijn werkplaats voor het maken van geweerlopen van maakte. Dertig jaar later kwam de werkplaats in het bezit van Eduard Beaumont, een andere wapenfabrikant uit Maastricht, die een florerende geweermakerij aan het Christusstraatje in het Boschstraatkwartier bezat.
Deze molen heet sinds de pacificatie in 1894 van het thans Indonesische eiland Lombok door het Nederlandse leger, niet onterecht, de molen van Lombok, want door de kogels uit de lopen van de in deze molen gemaakte geweren werd de strijd daar beslecht.
De molen bleef tot omstreeks 1960 als waterkorenmolen in bedrijf, daarna was het niet lonend meer om graan met stenen te malen en de molen viel definitief stil. De huidige eigenaars zijn de erven van de laatste molenaar.

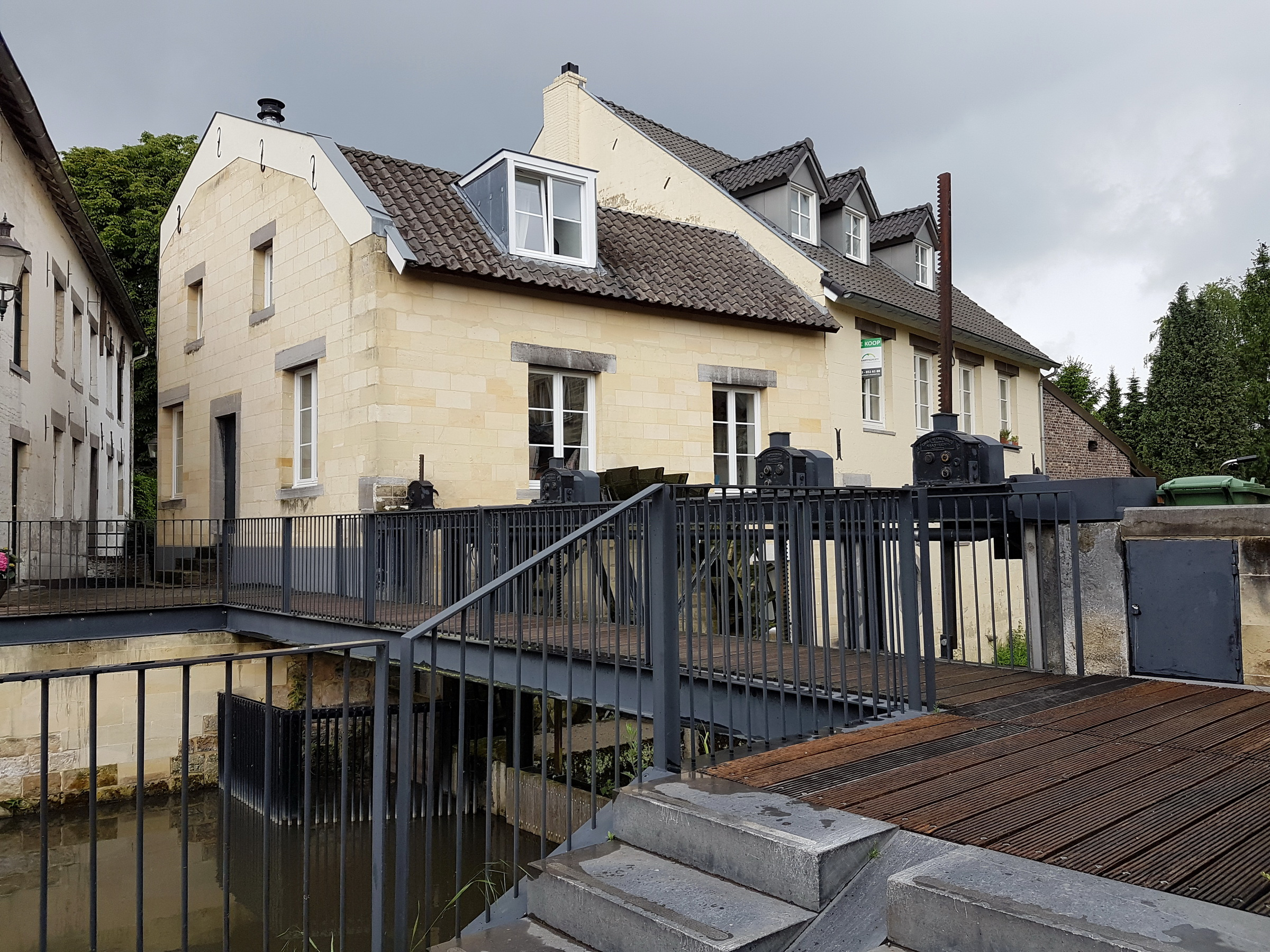
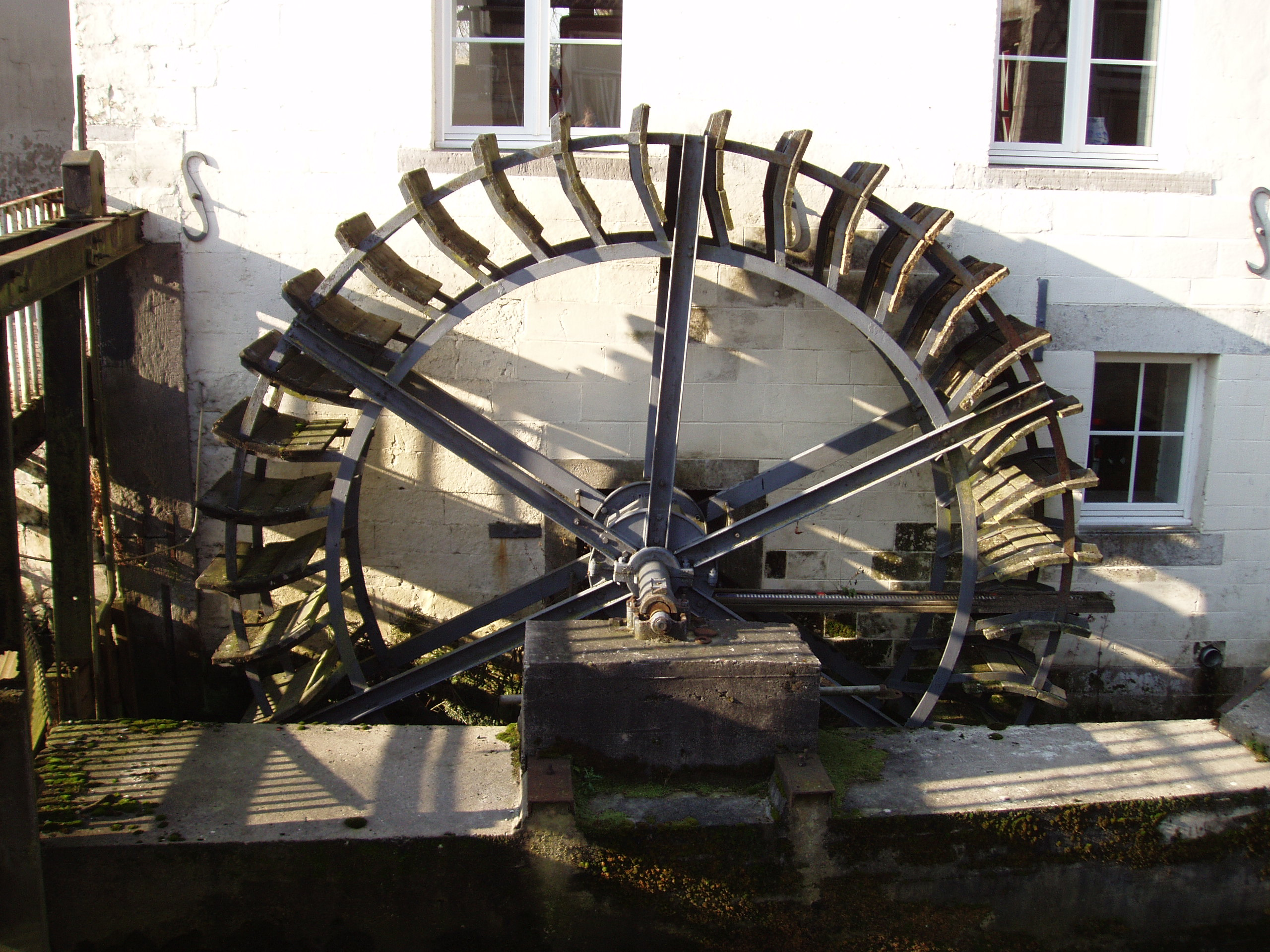
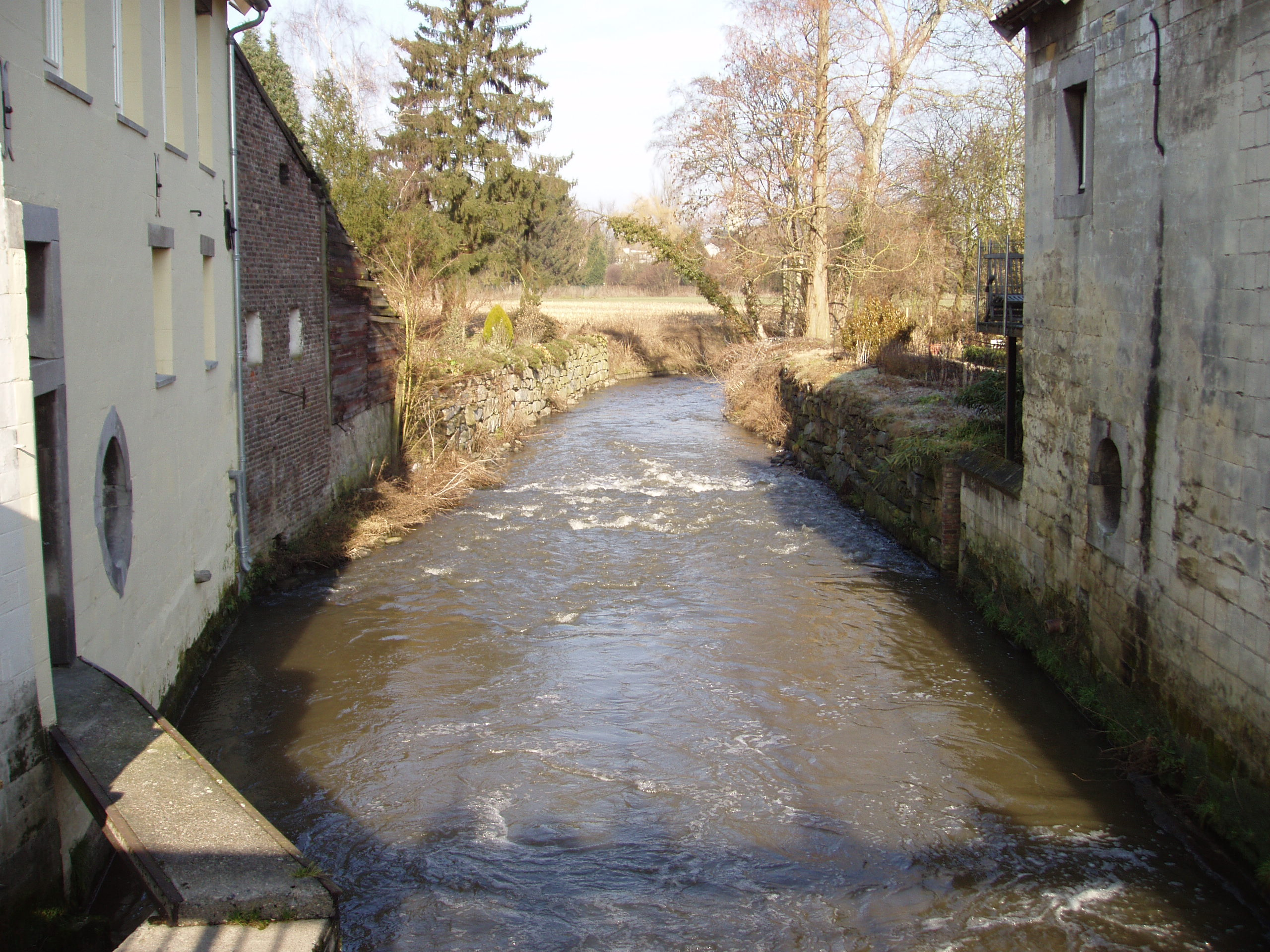
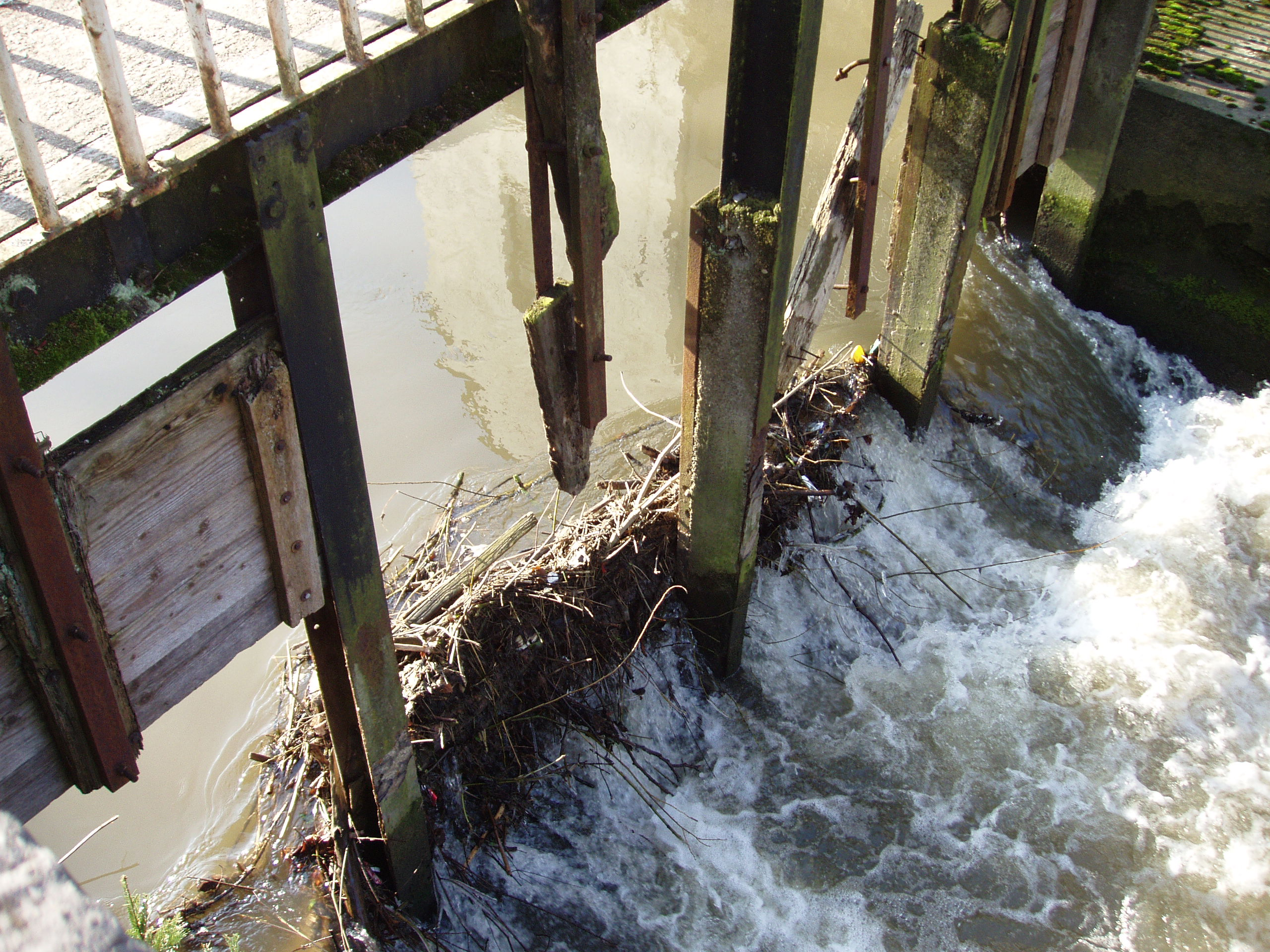